# Umberto Depetrini
Umberto Depetrini (Pontestura, 29 luglio 1944) è un ex calciatore italiano, di ruolo terzino sinistro o mediano.

## Carriera
Cresciuto calcisticamente nel vivaio del Torino, a partire dal 1965 viene inviato a fare esperienza in prestito prima alla Ternana in Serie C e successivamente a Verona e Livorno in Serie B, quindi nel 1968 fa ritorno in Piemonte.
In granata Depetrini disputa due campionati essenzialmente come rincalzo del terzino titolare Natalino Fossati, scendendo in campo complessivamente in 14 incontri di campionato e realizzando una rete nel successo interno sul Palermo del 9 marzo 1969.
Nel 1970 viene ceduto al Bari, con cui manca la promozione in A agli spareggi contro Atalanta e Catanzaro. Depetrini torna comunque in massima serie, vestendo la maglia del neopromosso Mantova, disputando 24 incontri del campionato 1971-1972, chiuso dai virgiliani al terzultimo posto, con conseguente immediato ritorno in cadetteria.
Dopo una breve parentesi senza presenze al Taranto, passa al Novara dove disputa i suoi due ultimi campionati di B, prima di proseguire la carriera nelle serie minori.
In carriera ha collezionato complessivamente 38 presenze e 1 rete in Serie A, e 158 presenze e 1 rete in Serie B.